# Neodartus vanduzeei
Neodartus vanduzeei är en insektsart som beskrevs av George Willis Kirkaldy 1907. Neodartus vanduzeei ingår i släktet Neodartus och familjen dvärgstritar. Inga underarter finns listade i Catalogue of Life.